# Alexei Borissowitsch Stepanow
Alexei Borissowitsch Stepanow (russisch Алексей Борисович Степанов; * 14. Februar 1972 in der Russischen SFSR) ist ein ehemaliger russischer Eishockeyspieler, der in seiner aktiven Zeit von 1990 bis 2000 ausschließlich für Verein aus der russischen Superliga gespielt hat.

## Karriere
Alexei Stepanow begann seine Karriere als Eishockeyspieler bei Krylja Sowetow Moskau, für dessen Profimannschaft er von 1990 bis 1994 in der russischen Superliga aktiv war. Anschließend wechselte er zu dessen Ligarivalen HK Metallurg Magnitogorsk, mit dem er in den folgenden sechs Spielzeiten vier Titel gewann. Neben der Vizemeisterschaft wurde der Angreifer 1998 mit seiner Mannschaft Pokalsieger. In den Jahren 1999 und 2000 gewann er mit Metallurg jeweils die European Hockey League und in der Saison 1998/99 wurde er erstmals Russischer Meister. Im Anschluss an die Saison 1999/2000 beendete Stepanow im Alter von nur 28 Jahren seine Karriere.

## Erfolge und Auszeichnungen
- 1998 Russischer Pokalsieger mit dem HK Metallurg Magnitogorsk
- 1998 Russischer Vizemeister mit dem HK Metallurg Magnitogorsk
- 1999 European-Hockey-League-Gewinn mit dem HK Metallurg Magnitogorsk
- 1999 Russischer Meister mit dem HK Metallurg Magnitogorsk
- 2000 European-Hockey-League-Gewinn mit dem HK Metallurg Magnitogorsk